# Aphantophryne
Aphantophryne är ett släkte av groddjur. Aphantophryne ingår i familjen Microhylidae.
Kladogram enligt Catalogue of Life:
| Aphantophryne | \| \| Aphantophryne minuta \| \| \| \| \| \| Aphantophryne pansa \| \| \| \| \| \| Aphantophryne sabini \| \| \| \| |
|               | \| \| Aphantophryne minuta \| \| \| \| \| \| Aphantophryne pansa \| \| \| \| \| \| Aphantophryne sabini \| \| \| \| |
|               | Aphantophryne minuta                                                                                                |
|               | |
|               | Aphantophryne pansa                                                                                                 |
|               | |
|               | Aphantophryne sabini                                                                                                |
|               | |